# Chinosy

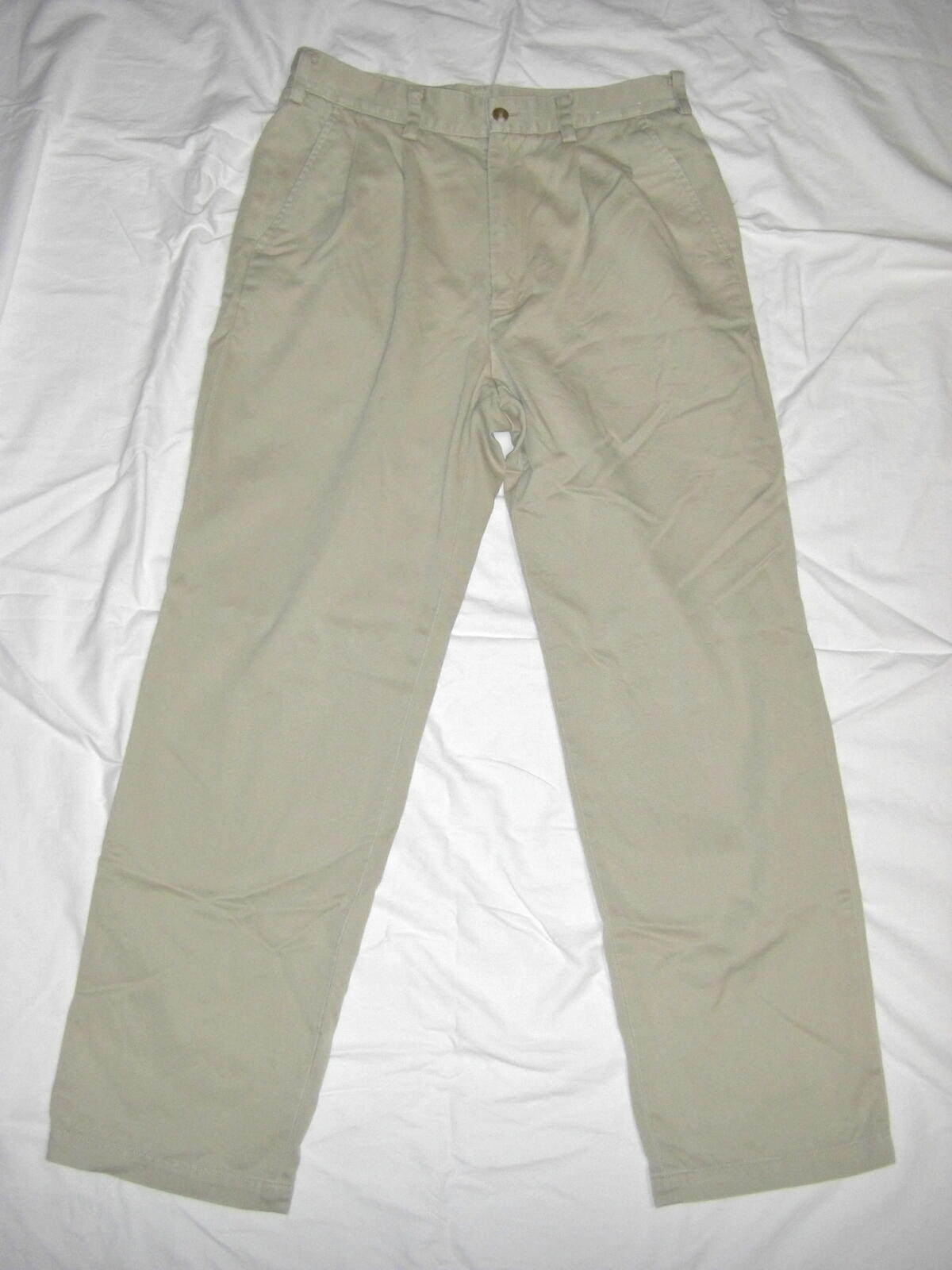
Klasyczne spodnie chino

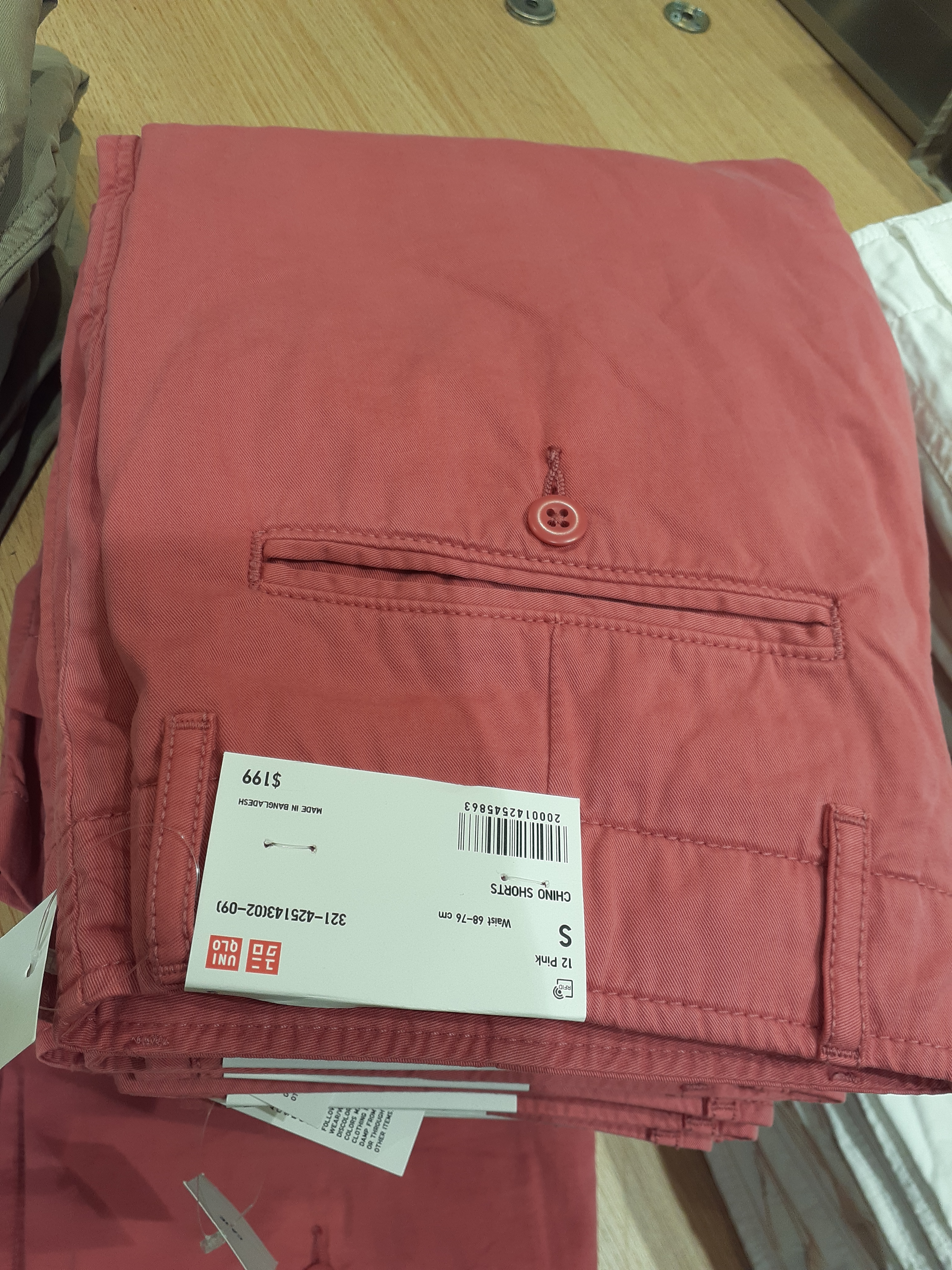
Tylne kieszenie chinosów są wewnętrzne

Chinosy, także chino, spodnie drelichowe – popularne spodnie męskie. Ich historia sięga XIX wieku. Nawiązują krojem do spodni formalnych, jednak wykonane są z innego typu materiałów, sprawiając, że są strojem półformalnym. Mogą występować w różnych wersjach kolorystycznych.